# Палмер
Палмерът (Nematobrycon palmeri) е вид риба от семейство Харациди.

## Разпространение и местообитание
Обитава потоците и реките в Западна Колумбия, включително Рио Атрата и Рио Сан Хуан. Предпочита води с рН 6,5, твърдост 50 – 100 mg/l и температура около 23 – 27 °C.

## Описание
Този вид достига максимална дължина от 4,2 cm.